# Петка (Лазаревац)
Петка је насеље у градској општини Лазаревац у граду Београду. Према попису из 2022. било је 1459 становника.
Овде се налазе Црква Свете Петке у Петки и Винарија Зорча.
На Ибарској магистрали у овом месту је 3. октобра 1999. почињено убиство четворице чланова СПО од стране ЈСО.

## Демографија
У насељу Петка живи 908 пунолетних становника, а просечна старост становништва износи 36,8 година (36,7 код мушкараца и 36,8 код жена). У насељу има 338 домаћинстава, а просечан број чланова по домаћинству је 3,52.
Ово насеље је великим делом насељено Србима (према попису из 2002. године).
|  |

| Демографија | Демографија | Демографија |
| Година      | Становника  | Становника  |
| ----------- | ----------- | ----------- |
| 1948.       | 711         |             |
| 1953.       | 720         |             |
| 1961.       | 776         |             |
| 1971.       | 1.105       |             |
| 1981.       | 854         |             |
| 1991.       | 1.065       | 1.055       |
| 2002.       | 1.191       | 1.193       |

| Етнички састав према попису из 2002.‍ | Етнички састав према попису из 2002.‍ | Етнички састав према попису из 2002.‍ | Етнички састав према попису из 2002.‍ | Етнички састав према попису из 2002.‍ |
| ------------------------------------ | ------------------------------------ | ------------------------------------ | ------------------------------------ | ------------------------------------ |
|                                      |                                      |                                      |                                      |                                      |
| Срби                                 | Срби                                 |                                      | 1.144                                | 96,05%                               |
| Словенци                             | Словенци                             |                                      | 1                                    | 0,08%                                |
| Словаци                              | Словаци                              |                                      | 1                                    | 0,08%                                |
| Роми                                 | Роми                                 |                                      | 1                                    | 0,08%                                |
| непознато                            | непознато                            |                                      | 44                                   | 3,69%                                |

| Година пописа     | 1948. | 1953. | 1961. | 1971. | 1981. | 1991. | 2002. |
| ----------------- | ----- | ----- | ----- | ----- | ----- | ----- | ----- |
| Број домаћинстава | 160   | 160   | 201   | 314   | 279   | 328   | 338   |

| Број чланова      | 1  | 2  | 3  | 4  | 5  | 6  | 7 | 8 | 9 | 10 и више | Просек |
| ----------------- | -- | -- | -- | -- | -- | -- | - | - | - | --------- | ------ |
| Број домаћинстава | 48 | 54 | 53 | 97 | 44 | 32 | 6 | 3 | 0 | 1         | 3,52   |

| Пол    | Укупно | Неожењен/Неудата | Ожењен/Удата | Удовац/Удовица | Разведен/Разведена | Непознато |
| ------ | ------ | ---------------- | ------------ | -------------- | ------------------ | --------- |
| Мушки  | 472    | 140              | 310          | 17             | 5                  | 0         |
| Женски | 495    | 105              | 314          | 66             | 10                 | 0         |
| УКУПНО | 967    | 245              | 624          | 83             | 15                 | 0         |

| Пол    | Укупно                    | Пољопривреда, лов и шумарство | Рибарство                            | Вађење руде и камена | Прерађивачка индустрија       |
| ------ | ------------------------- | ----------------------------- | ------------------------------------ | -------------------- | ----------------------------- |
| Мушки  | 272                       | 5                             | 0                                    | 113                  | 58                            |
| Женски | 133                       | 12                            | 0                                    | 22                   | 28                            |
| УКУПНО | 405                       | 17                            | 0                                    | 135                  | 86                            |
| Пол    | Производња и снабдевање   | Грађевинарство                | Трговина                             | Хотели и ресторани   | Саобраћај, складиштење и везе |
| Мушки  | 18                        | 29                            | 5                                    | 9                    | 29                            |
| Женски | 3                         | 0                             | 7                                    | 20                   | 7                             |
| УКУПНО | 21                        | 29                            | 12                                   | 29                   | 36                            |
| Пол    | Финансијско посредовање   | Некретнине                    | Државна управа и одбрана             | Образовање           | Здравствени и социјални рад   |
| Мушки  | 0                         | 1                             | 2                                    | 0                    | 0                             |
| Женски | 1                         | 1                             | 4                                    | 11                   | 14                            |
| УКУПНО | 1                         | 2                             | 6                                    | 11                   | 14                            |
| Пол    | Остале услужне активности | Приватна домаћинства          | Екстериторијалне организације и тела | Непознато            | Непознато                     |
| Мушки  | 3                         | 0                             | 0                                    | 0                    | 0                             |
| Женски | 1                         | 0                             | 0                                    | 2                    | 2                             |
| УКУПНО | 4                         | 0                             | 0                                    | 2                    | 2                             |